# Genius

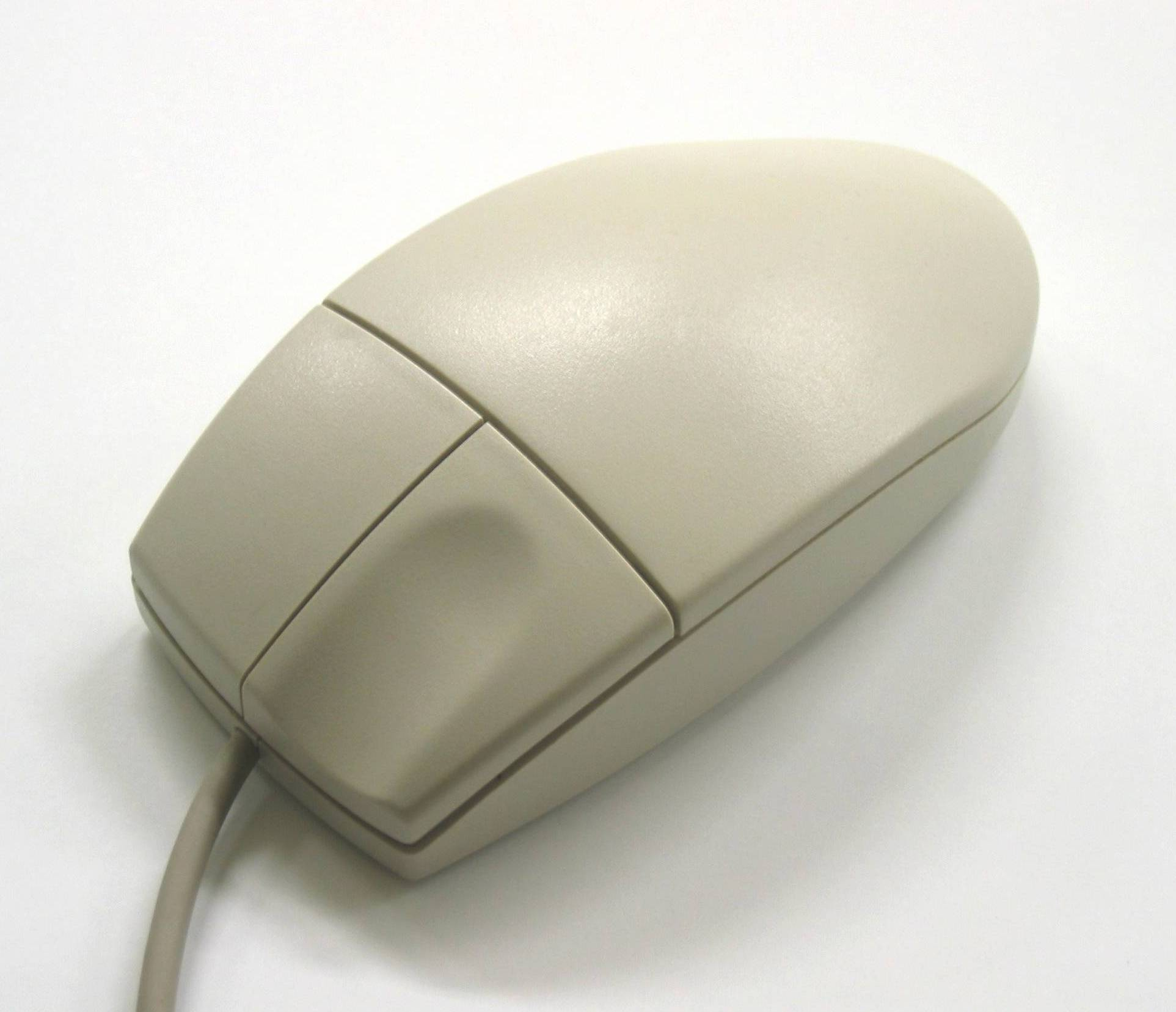
Ratón.

Genius (también conocida como Geniusnet) es una empresa fundada el 3 de noviembre de 1983, con sus oficinas centrales en Taipéi, Taiwán, y otras oficinas en los Estados Unidos, Reino Unido, Alemania, Hong Kong y China. Su factoría principal está en Dong Guan, China. Forma parte de KYE Systems Corp ( TSE: 2365 ). La compañía cuenta con más de 3000 empleados en todo el mundo. Sus ganancias por ventas fueron de USD 353 millones en 2005 y de USD 424 millones en 2006 (excluyendo subsidiarios en el extranjero).
Fabrica periféricos de computadora, como teclados, ratones, trackballs y dispositivos apuntadores, joysticks, sintonizadores de TV y video, webcams, cámaras de seguridad, altavoces, cascos, auriculares y otros periféricos para el juego, etc. 
Junto con Logitech es una de las empresas pioneras en ese campo, habiendo fabricado ratones y/o escáneres de mano para casi todas las plataformas de 16 bits (Atari ST, Commodore Amiga, primeros compatible IBM PC y Apple Macintosh).
En 1996 Genius fue la primera empresa en fabricar un ratón (mouse) con rueda de desplazamiento, más conocida como scroll, lo que sería un modelo a seguir en la fabricación de estos dispositivos.